# Мстинский мост
Мсти́нский мост — железнодорожный мост через реку Мсту на линии Санкт-Петербург — Москва. Первый деревянный мост был открыт в 1851 году. В 1869 году произошёл пожар, в результате которого движение по линии было прервано почти на 4 месяца — вследствие этого в Российской империи было принято решение впредь не использовать деревянные мосты при строительстве крупных железнодорожных мостов, а существующие заменить на металлические. В 1881 году после завершения строительства Веребьинского обхода было открыто движение по новому металлическому мосту, расположенному ниже по течению реки.

## Описание
Мстинский мост расположен в Маловишерском районе Новгородской области. Имеет 5 металлических пролётов. По мосту проходит Главный ход Октябрьской железной дороги — двухпутная железнодорожная линия Санкт-Петербург — Москва. По мосту были названы расположенные у моста станция и деревня.

## История

### Деревянный мост

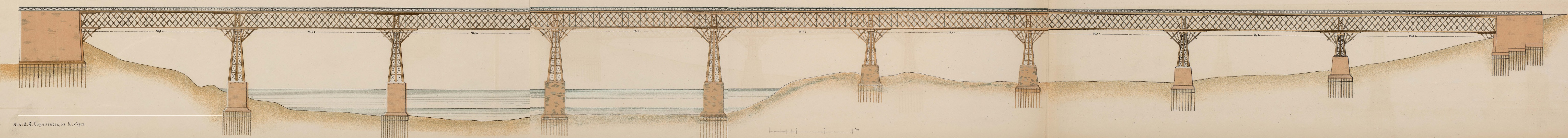
Чертёж деревянного Мстинского моста

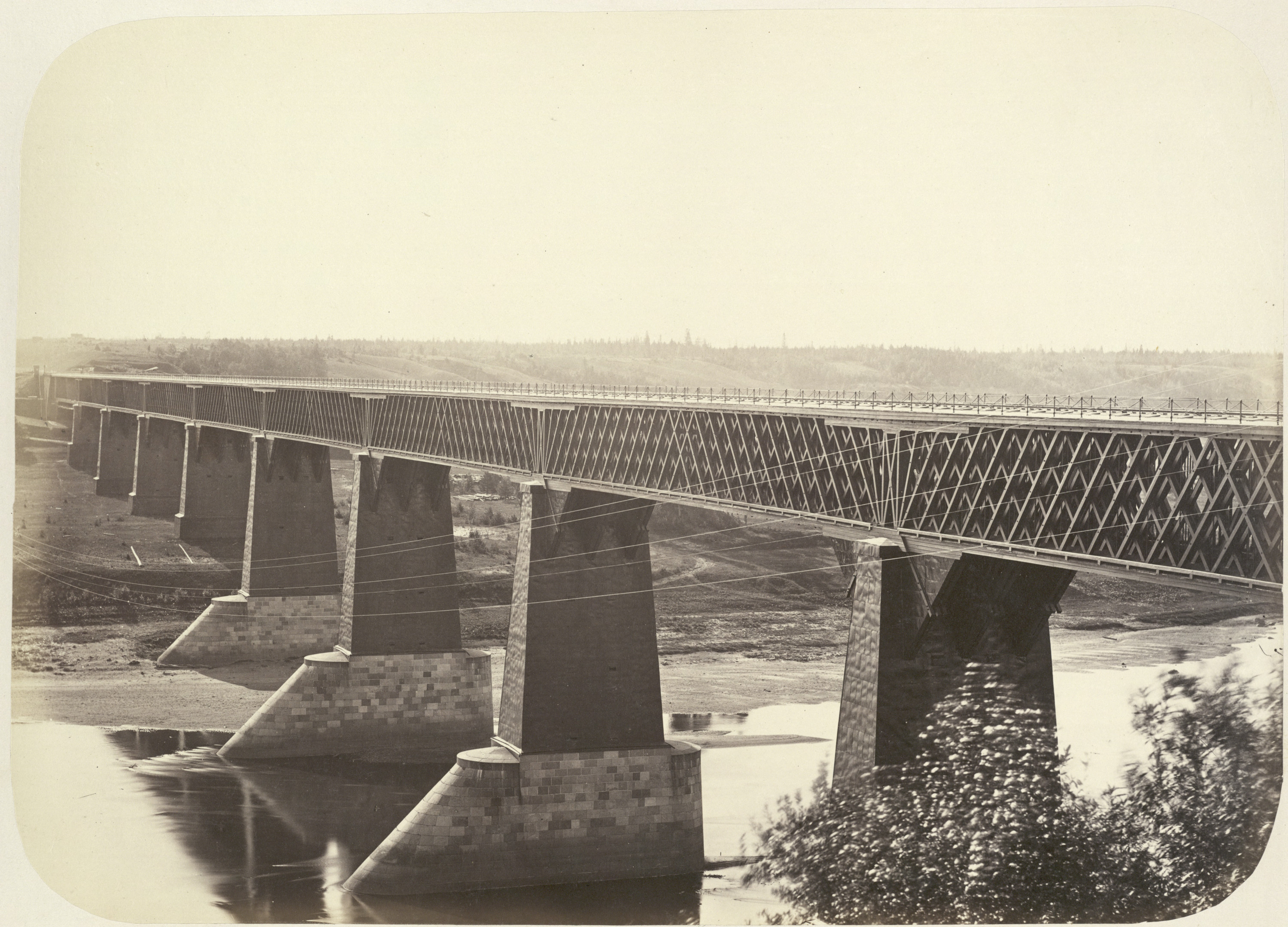
Деревянный Мстинский мост

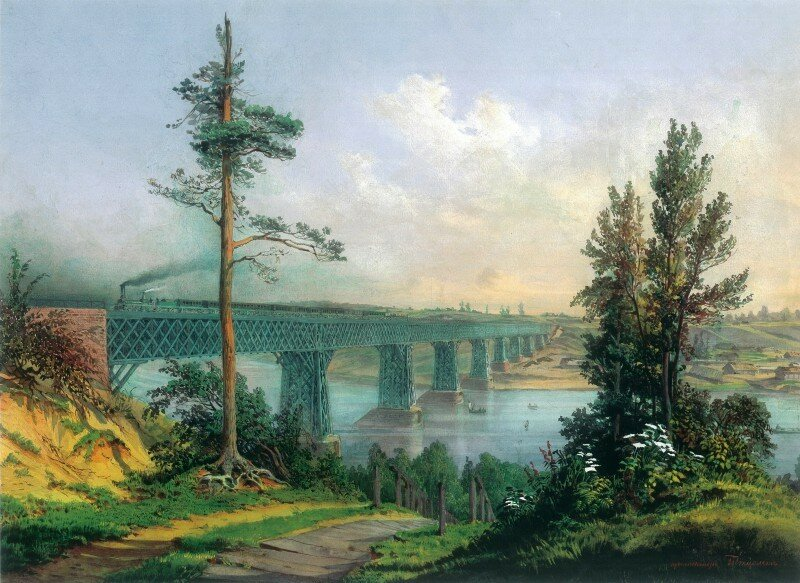
Деревянный Мстинский мост. Акварель из альбома Августа-Вильгельма Петцольта «Виды Санкт-Петербургско-Московской железной дороги»

Конструкция Мстинского моста была разработана Дмитрием Журавским. За основу была взята система Гау для ферм с перекрёстной решёткой. Журавский улучшил конструкцию ферм: не имеющий метода определения усилий в элементах системы Уильям Гау рекомендовал назначать размеры всех раскосов одинаковыми, Журавский разработал такой метод и значительно улучшил конструкцию ферм, для мостов больших пролётов была предложена балочная неразрезная система, обеспечивающая рациональное использование материала поясов. При сооружении мостов Журавский применил пропитку по давлением по способу Пайта для химической защиты древесины от гниения, что является единственным случаем пропитки под давлением элементов мостов в дореволюционной России. Модель Мстинского моста испытывалась на строительной площадке Благовещенского моста в Санкт-Петербурге.
Мост через реку Мсту был построен на 177-й версте Петербурго-Московской железной дороге инженером С. Ф. Крутиковым (учеником Павла Мельникова) и имел девять пролётов длиной в 28.67 саженей (61 м, 61.17 м) каждый. В нижней части промежуточные мостовые опоры (быки) были каменные, верхняя часть была деревянная, решётчая, обшитая листовым железом. Общая длина моста достигала 258 саженей. Высота моста над горизонтом воды реки достигала 19 саженей (49 м.). Мост являлся одним из самых грандиозных сооружений Петербурго-Московской железной дороги.
19 (31) августа 1851 года император Николай I впервые следовал по недавно открытой железной дороге на поезде, но Мсту он пересёк на лодке, не рискнув ехать по лёгкой ажурной конструкции над глубокой долиной реки в вагоне.

### Пожар 1869 года

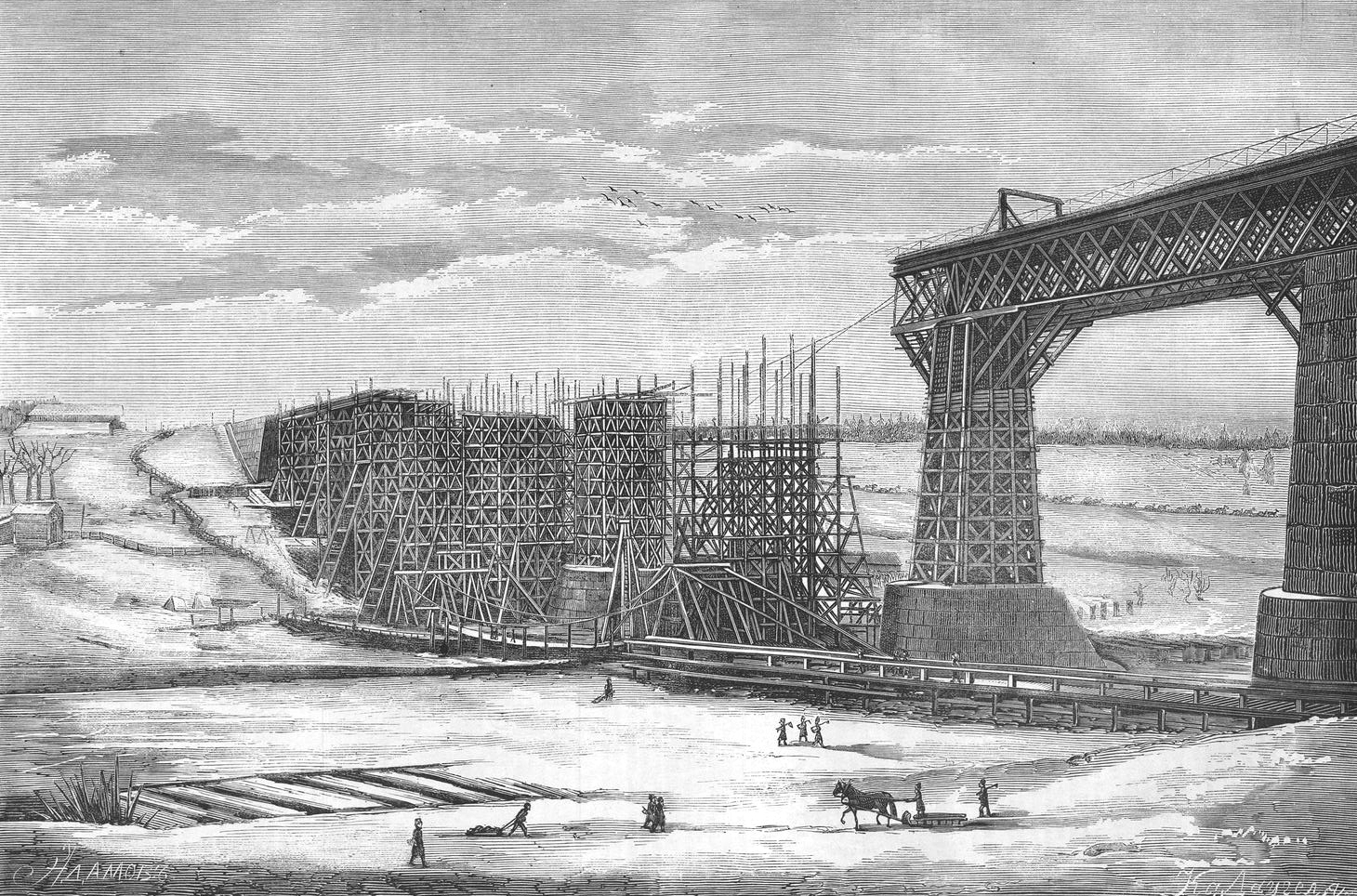
Ремонтные работы 31 декабря 1869 года. Переправа пассажиров осуществляется по установленным на льду реки мосткам

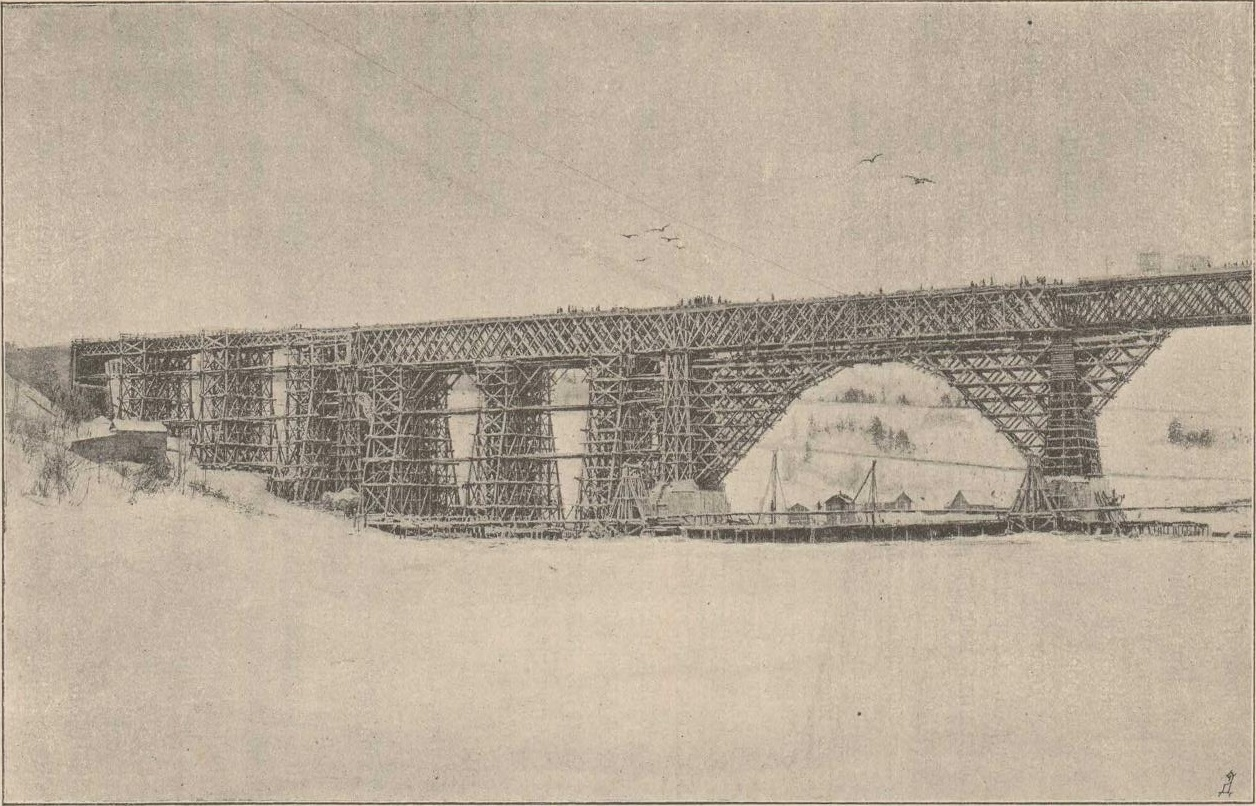
Завершающие работы по монтажу новых пролётов. Два пролёта устанавливались с применением временных опор, третий, находящийся над руслом реки — с применением временной арки

В 1869 году на Мстинском мосту произошёл пожар, на 4 месяца прервавший движение поездов между Санкт-Петербургом и Москвой.
В ночь с 17 на 18 октября 1869 года мостовым сторожем было замечено горение нижнего пояса фермы в верхней части быка № 1 у крайнего пролёта со стороны Санкт-Петербурга.
Путевая стража и рабочие принялись за тушение, но, поддерживаемый сильным ветром, огонь продолжал распространяться, охватил 3 пролёта и мог уничтожить весь мост. Видя невозможность спасти горящие пролёты, мостовой мастер дал указание обрубить их и свалить в реку, что позволило спасти 6 пролётов от огня.
В течение нескольких часов была огранизована переправа пассажиров, багажа и почты. Начиная с утра 18 октября переправа осуществлялась безостановочно, сперва на лодках, а затем на пароме и барке, вмещающей до 400 человек.
Также было начато обустройство временного моста. После очистки русла реки от сваленных туда частей сгоревших пролётов, был наведён понтонный мост, по которому 27 октября было открыто движение пассажиров, почты и багажа.
Пересадка пассажиров в осеннее и зимнее время пешком создавала серьёзные неудобства — было решено построить временную объездную дорогу с мостом, по которой можно было бы перевозить пассажиров в экипажах и перегонять скот. Дорога была построена в шестинедельный срок, но открытию движения по ней препятствовали постоянные повреждения временного свайного моста ледоходом, заставившего разобрать мост и заменить его висячим на проволочных канатах. Движение по объездному пути было открыто 2 декабря 1869 года, в частности, переправляться на санях по пути в Москву были вынуждены композитор Николай Римский-Корсаков и Милий Балакирев.
Для организации объездного грузового сообщения между Санкт-Петербургом и Москвой по распоряжению министра путей сообщений Владимира Бобринского было созвано совещание представителей Николаевской, С.-Петербурго-Варшавской, Орловско-Витебской и Динабурго-Витебской железных дорог. Был определён порядок перевозки грузов между Санкт-Петербургом и Москвой через Орёл, введённый в действие с 21 октября.
Для восстановления движения поездов производились работы по устройству временного моста на месте сгоревших пролётов. Согласно проекту, на месте трёх сгоревших пролётов следовало построить девять временных деревянных решётчатых быков с промежутками от 6.5 до 7 саженей и перекрыть их временными деревянными фермами системы Гау. В первом от берега пролёте это временное устройство должно было оставаться до оконочательной замены деревянных ферм моста железными, в двух остальных, где промежуточные опоры могли быть повреждены ледоходом, предполагалось восстановить деревянные фермы в прежнем виде, пользуясь временным мостом как подмостями для сборки. Заготовки деревянных частей для временного моста собирались в Санкт-Петербурге, откуда доставлялись к месту проведения работ в готовом виде.
Так как постройка временного моста требовала довольного продолжительного времени, была сделана попытка устроить временный висячий мост, по котором можно было бы перекатывать по одному вагоны с пассажирами и багажом. Висячий мост должен был строиться так, чтобы не препятствовать работам по устройству временного. Вскоре после начала работ одна из главных цепей оборвалась и упала в воду — ввиду возникших сомнений в безопасности работ они сначала были приостановлены, а потом и вовсе прекращены.
Эстакады на месте первых двух пролётов были обустроены согласно первоначальным планам, в третьем же пролёте из-за ненадёжности льда, неоднократно приводившей к уничтожению результатов проведённых работ, пришлось перейти к поиску способов сборки третьего пролёта, находившегося над руслом реки, таким образом, чтобы ледоход не мог оказывать влияния на сборку. Решение этой сложной задачи было предложено Д. И. Журавским — подмости, построенные по его проекту, состояли из трёх пар дощатых ферм сложной треугольной системы, опирающихся на деревянные части быков. Фермы сходились попарно в средней части пролёта, где соединялись горизонтальным дощатыми связями, образуя сложные подкосные опоры. Для уравновешения распора, производимого фермами на деревянной части быков, по другую их сторону были возведены дощатые подкосные противовесы такой же системы, упирающиеся с одной стороны в старые фермы моста, а с другой — во временные опоры новой эстакады.
Все работы по восстановлению сгоревшей части Мстинского моста были закончены к 1 февраля 1870 года. После проведения испытаний движение поездов было открыто 12 февраля 1870 года.
Общие расходы по восстановлению сгоревшей части Мстинского моста достигли 489 378 руб. 25 коп., но эта цифра составила лишь малую долю тех громадных убытков, которые потерпела дорога вследствие продолжительного перерыва в товарном движении. Проблемы с доставкой грузов вызвали в Санкт-Петербурге рост цен на продукты.
За год до пожара Петербурго-Московская железная дорога была передана в управление Главному обществу железных дорог. В числе прочих обязательств акционерного общества значилась замена деревянных ферм железными на 56 мостах дороги. Ввиду удовлетворительного состояния пролётов больших мостов первоначально было решено заменить деревянные фермы у маленьких мостов, но пожар Мстинского моста побудил управление дороги начать повсеместную замену как у малых мостов, так и у больших.

### Металлический мост

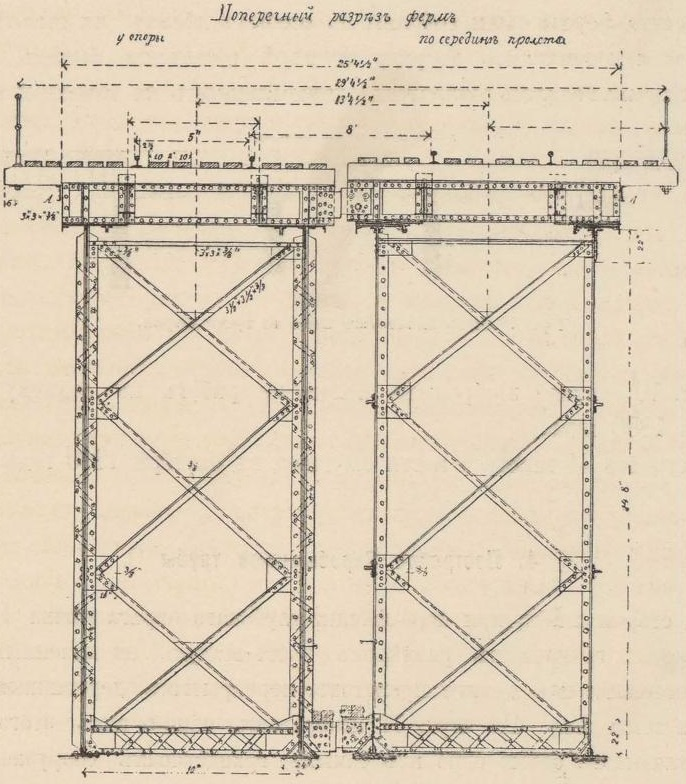
Поперечный разрез ферм металлического Мстинского моста

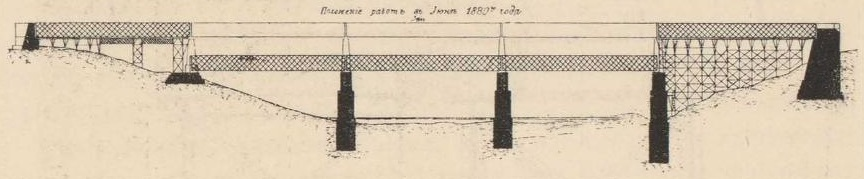
Работы по подъёму пролётов металлического Мстинского моста в июне 1880 года

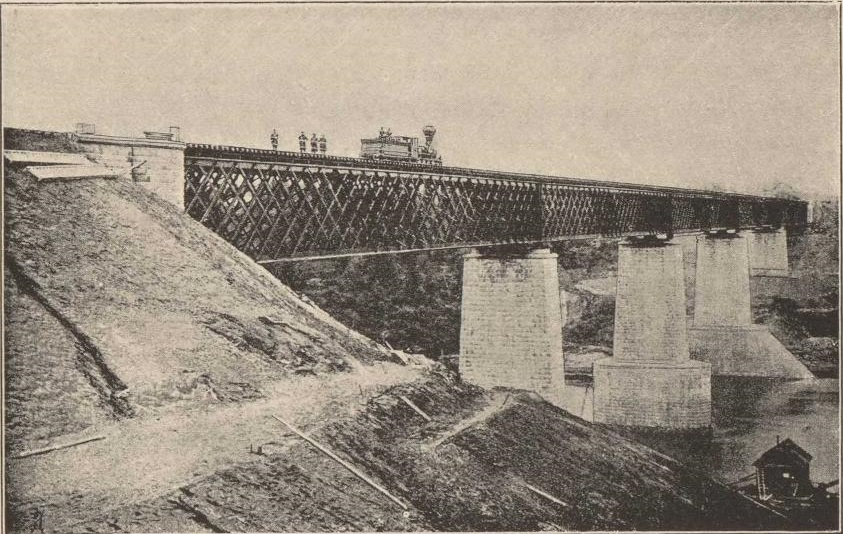
Металлический Мстинский мост

При строительстве Веребьинского обхода, продолжавшемся с 1877-го по 1881 год, без перерыва в движении был построен новый железный Мстинский мост, на 100 саженей короче старого деревянного.
Ось полотна при пересечении Мстинского оврага расположена на расстоянии 25 саженей от оси старого моста. При этом каменные части старых быков используются для защиты от льда, что позволило избежать устройства новых ледорезов. Полное отверстие нового моста составляет 175 саженей при 5 пролётах, тогда как старый мост имел отверстие 256.5 саженей. Отверстия и нового, и, тем более, старого моста значительно превышают нормы, необходимые для пропуска высоких вод реки Мсты, бассейн которой выше моста составляет всего 14 000 квадратных вёрст — мосты следует рассматривать как искусственные сооружения, служащие для проведения дороги над оврагом значительно глубины, независимо от количества протекающей по нему воды.
Для устройства основания трёх быков использовались сжатый воздух и опускаемые на глубину кессоны.
Каменные части быков и устоев возведены из бутовой каменной кладки на цементном растворе с прокладными рядами из штучных камней и гранитной облицовки.
Для бутовой кладки и для облицовки устоев и ледорезов применялся местный булыжный камень, которым изобиловали поля Новгородской губернии. Для облицовки быков доставлялся финляндский гранит.
Кладка быков производилась круглый год. На каждым быком был устроен тёплый деревянный барак, согреваемый паром и железными печами. Материалы для каменных работ отогревались зимой в больших сараях.
В соответствии с проектом профессора Белелюбского, металлическое верхнее строение во всех пролётах одинакового типа и одинаковых размеров.
Особенностью металлической конструкции моста является оригинальное устройство поперечных связей между отдельными мостами, поддерживающими оба пути. Для обеспечения устойчивости моста против ветра необходимо было соединить между собой поперечные горизонтальные распорки. Чтобы, однако, при нагрузке одного моста не происходило его перекашивания от передачи части нагрузки одного моста на свободные фермы соседнего моста через жёсткие распорки, было устроено особое подвижное соединение распорок с фермами, допускающее вертикальный прогиб каждого моста независимо от другого.
Для сборки ферм был применён новый способ, впоследствии неоднократно служивший образцом для подобных работ за границей. Большая высота ферм над горизонтом воды и сильные ледоходы на Мсте затрудняли применение сборки на лесах, к тому же такой способ значительно увеличил бы сроки производства работ, так как сборка ферм могла бы начаться только по окончании укладки быков. Сборка ферм на стороне и накатка их на мост представляла большие неудобства.
Способ сборки, применённый к трём речным пролётам, состоял в том, что фермы были собраны на особых лесах на высоте ниже проектной и поднимались вверх по мере возведения быков с помощью гидравлических домкратов, установленных на каменной кладке.
Постройка Мстинского моста была окончена в октябре 1880 года.
Во время Великой Отечественной войны на мосту был разбомблен следующий из Ленинграда эвакуационный поезд. Рассказывают, что локомотивные бригады иногда замечают на рассвете на данном участке непонятную фигуру в белых одеждах на путях и выполняют торможение состава. Объяснение данному явлению найти не смогли — родилась легенда о гуляющем на рассвете одиноком приведении.